# Hemträsket, Södermanland
Hemträsket är en sjö på Ornö i Haninge kommun i Södermanland och ingår i Tyresån-Trosaåns kustområde. Sjön är 18,2 meter djup, har en yta på 0,237 kvadratkilometer och är belägen 10,7 meter över havet.

## Delavrinningsområde

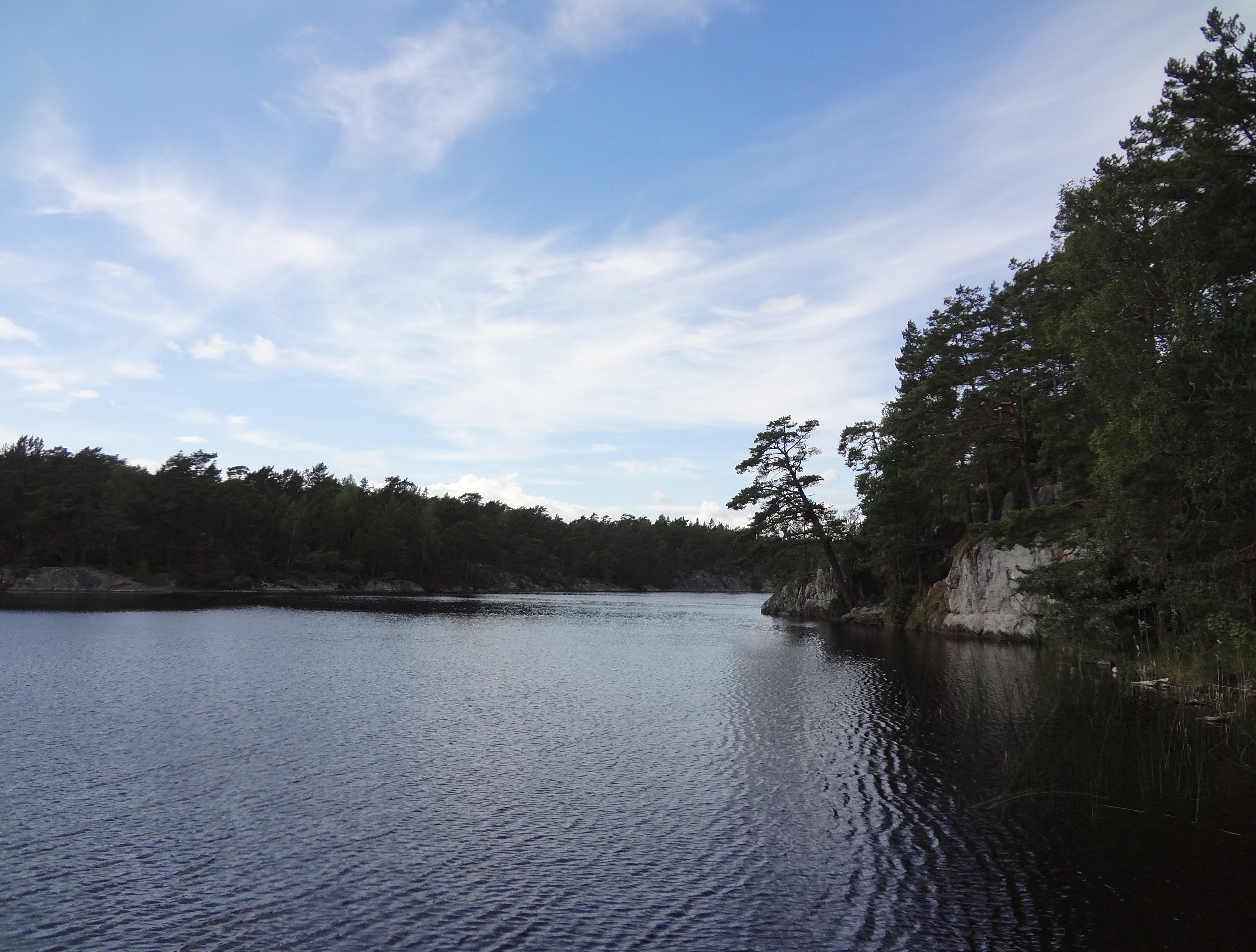
Sjöns sydöstra spets.

Hemträsket ingår i det delavrinningsområde (655166-165062) som SMHI kallar för Rinner till Hanstensfjärden. Medelhöjden är 17 meter över havet och ytan är 27,08 kvadratkilometer. Det finns inga avrinningsområden uppströms utan avrinningsområdet är högsta punkten. Avrinningsområdets utflöde mynnar i havet, utan att ha någon enskild mynningsplats.